# Nahuel Molina
Nahuel Molina Lucero (nascut el 6 d'abril de 1998) és un futbolista professional argentí que juga com a lateral dret o lateral dret al club Atlètic de Madrid i a la selecció argentina.

## Carrera de club
Molina es va formar en el projecte esportiu Barça Juniors Luján, projecte del FC Barcelona a l'Argentina, que fins i tot el va portar a viatjar a Barcelona per entrenar amb les seccions baixes del FC Barcelona. L'any 2012, el projecte Juniors Luján es va integrar a les files del CA Boca Juniors, i Molina va continuar la seva formació en aquest club.
El 18 de febrer de 2016, va debutar amb el primer equip amb el Boca Juniors en un partit de lliga contra el San Martín de San Juan, jugant el partit complet.  El gener de 2018, Molina va ser cedit a Defensa i Justícia durant la resta de l'any.
El 15 de setembre de 2020, Molina es va incorporar a l'Udinese Calcio de forma gratuïta fins al 2025. El 28 de juliol de 2022, es va incorporar a l'Atlètic de Madrid amb un contracte de cinc anys, per una quota de 10 milions d'euros i 5 milions d'euros en variables.

## Carrera internacional

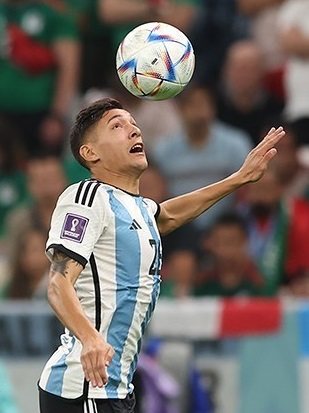
Molina jugant amb l'Argentina a la Copa del Món de la FIFA 2022

El 3 de juny de 2021, Molina va debutar amb la selecció argentina en una eliminatòria per a la Copa del Món contra Xile, substituint Juan Foyth al minut 81.
En el partit de quarts de final de la Copa del Món de la FIFA 2022 contra els Països Baixos el 9 de desembre de 2022, Molina va marcar el seu primer gol amb l'Argentina, començant en sis partits amb l'Argentina com a lateral dret de primera opció marcant un gol i proporcionant una assistència durant tot el torneig en el camí per convertir-se en campió.

El juny de 2024, Molina va ser inclòs a l'última selecció argentina de 26 jugadors de Lionel Scaloni per a la Copa Amèrica 2024.

## Palmarès
Argentina
- Copa del Món de la FIFA: 2022[13]
- Copa Amèrica: 2021,[14] 2024[15]
- CONMEBOL–Copa de Campions de la UEFA: 2022[16]